# International Presidency Tour
De International Presidency Tour was een etappekoers die gehouden werd van 2008 tot en met 2011. De volledige koers werd gereden in Iran. De wedstrijd maakte deel uit van de UCI Asia Tour en had een classificatie van 2.2. De wedstrijd moet niet verward worden met de Ronde van Iran (Azerbeidzjan) in die elk jaar in de Iraanse streek Azerbeidzjan wordt gereden.